# Louis Genty
Louis Genty (Ermenonville, 5 ottobre 1743 – Orléans, 22 settembre 1817) è stato un abate francese, professore di filosofia a Orléans.

## Opere
- (FR) Influence de Fermat sur son siècle, Orléans, Louis Pierre Couret de Villeneuve, 1784.